# 仕様
仕様（しよう、英: Specification）とは、材料・製品・サービスなどが明確に満たさなければならない要求事項の集まりである。日常的には英語を短縮して「スペック」とも。

## 概説
仕様を記述した文書を仕様書と呼ぶ。
素材・製品・サービスが適用可能な仕様を満たさない場合、規格外（英: Out of specification）とされる。これを英語では "OOS" と略記することがある。
技術仕様は例えば企業や規制団体や軍事組織によって私的に開発されることもあるが、標準化団体が開発することもあり、より広範囲な入力から随意の工業規格として開発するのが一般的である（随意の工業規格を政府やビジネス契約で採用すれば、義務的なものになることもある）。
「仕様」という用語はデータシート（あるいはスペックシート）の意味で使われることがある。データシートは製品などの技術的特性を説明するテクニカルコミュニケーションの手段として使われるものである。製造業者が顧客の製品選択の際の補助として提供したりする。データシートは厳密には仕様ではない。

## 仕様の利用
工学・製造業・ビジネスにおいて、材料・製品・サービスの供給業者、購入者、ユーザーが全ての要求仕様について理解し合意することは重要である。仕様を満たさない製品が普及すれば、仕様に適合した製品と不適合な製品との間で不整合が起き、システムとしては機能不全に陥ってしまうためである。仕様は一種の工業規格であり、契約書や調達書で参照されることが多い。特定の要求仕様についての必要とされる詳細を提供する。
仕様は政府機関、標準化団体（ASTM、ISO、CEN、DoDなど）、業界団体、企業、その他が書くことがある。
製品仕様は、その製品が正しいことを証明する必要はない。ある製品がある仕様に準拠しているからといって、その製品が特定用途に適していることを示しているわけではない。それを使用する人々（技術者、職種別組合など）やそれを指定する人々（建築基準法、政府、業界など）は、利用可能な仕様群を検討し、その中から正しいものを選択し、それを正しく使用する責任を負う。すなわち、適合性の妥当性検証が必要である。
米国連邦仕様の一例として、FIPS-PUB 159 Detail Specification for 62.5-μm Core Diameter/125-μm Cladding Diameter Class Ia Multimode Optical Fibers がある（Federal Standard 1037C および MIL-STD-188 より）。

## 仕様の内容
よい仕様書を書くための標準手続きや書式、あるいはガイドが利用可能になっている場合もある。仕様には以下のような内容が含まれる。
- 説明的表題と仕様の範囲、仕様を識別するための番号
- 最新版の発効日と改版履歴
- その文書の著作権の帰属・出所を明示するためのロゴタイプまたは商標[8]
- 文書が長い場合は目次をつける。
- その仕様の更新や変更に責任を持つ人物・オフィス・機関
- 仕様とその用途の重要性
- 使われている用語や略語の定義（仕様の内容を明確化するため）[9][10]
- 記述されている特性すべてについての検査手法
- 物質的な要求仕様: 物理的、機械的、電気的、化学的など。目標値と許容差
- 機能的な要求仕様: 目標値と許容誤差
- 図面、写真、テクニカルイラストレーション
- 製造方法
- 必要とされる認証
- 安全性についての考慮と要求仕様
- 環境についての考慮と要求仕様
- 品質についての要求仕様。標本調査、検査、受け入れ基準
- その仕様の施行に責任を持つ人物・オフィス・機関
- 完了と出荷
- 不合格、再検査、再審査、是正措置への用意
- 出典と参考文献。文書を明確化し内容の確認を容易にするため[10][11][12]。
- 承認者の署名または捺印（必要ならば）
- 改版の際には必要に応じて改版によって変更された部分がわかるよう印をつけたりする[13]。
- 付録（詳細化したり、オプションを提示したり、さらなる明確化をする場合）[13]

## 工程能力との関係
工学仕様自体がよいものであっても、その仕様にしたがっている製品が必ずしも仕様に指定されている目標値と許容差を満足しているとは限らない。どのような素材・製品・サービスでも、実際に生産されるものには固有のばらつきがある。正規分布では、生産時の平均の上下3σをはるかに越えたものも生産されうる。
材料や製品の工程能力は、指定された工学的許容差と互換である必要がある。生産において許容誤差を一定範囲内に保つには、プロセス制御が必須であり、TQMのような効率的品質管理システムが必要である。
仕様が有益であるためには、その効果的な強制が必要である。

## 標準仕様書
技術的な分野における規範・規定を定めた技術的な書類のうち、規格以外の公的な書類で、「標準仕様書」（Technical Specification, 略称: TS、『技術仕様書』ともいう）という公的文書がある。いっぽう、規範を目的としていない書類の場合は「標準報告書」（Technical Report、略称: TR、『技術報告書』とも）という。
ISO規格にも Technical Specification (略称: TR)というのがあり、これはISO規格として定めるのは時期尚早だが、将来的に規格として合意の可能性のある情報の開示のための文書として用いられる。

## 建設業における仕様
建設工事や建築行為の際、依頼主と委託者の間で一般に業務遂行にあたり契約を交わすため契約書を作成するが、工事仕様、建築仕様などの設計図書類が契約書の一部として存在する。

### 日本での事項
日本で建設業務に関する仕様書は、建設工事その他建設業務に関して図面で表せないことを文字・数値で表したものとして、質・性能から製造や施工方法、部品や材料のメーカー、施工業者指定に関する事項を記載したものである。
仕様書には通常、共通仕様書、特記仕様書、追加仕様書がある。
特記仕様書とは当該工事にだけに適用される事項を記載した仕様書で、建築工事や造園工事等では図面に表形式として提示される。建築設計業務では
文部科学省設計業務委託特記仕様書や建築設計業務委託特記仕様書(農林水産省)など、A4判冊子で示される。
土木事業の入札の際などには当該業務・工事等の設計数量を記述した数量総括表（設計内訳書・金抜設計書など）や現場説明事項などと共に提示され、どの共通仕様書や設計図書に基づいて当該業務を実施するかなどを記述しており、共通仕様書と併用されるが、共通仕様書と内容が異なる場合は特記仕様書の方が共通仕様書より優先する。
共通仕様書とは資材の品質、施工法、段階確認から検査や試験方法等のうち各工事に共通しかつ頻度の多い事項について標準的に示した仕様書である。公的な仕様書の他、設計事務所などが独自に用意する仕様書もある。
日本では公共建設事業用には、公共建設事業を担当する主体である省庁と自治体、公的団体において各主体ごとに各種業務各種工事毎の共通仕様書を発行している。たとえば国土交通省であれば各地方整備局から維持管理を含めた土木工事、機械設備や電気通信設備の工事・業務、測量業務、土地・地質調査、各種調査や分析解析・計画業務（プランニング業務）等を含む設計等委託業務、発注者支援業務に関する共通仕様書を発行している。共通仕様書をもって定義される名称記載事項については、例えば現場代理人#土木工事共通仕様書等における用語の定義（参考）なども参照。
公共建築事業であれば建築設計業務等では一例として国土交通省官庁営繕部及び地方整備局等営繕部が公共建築設計業務委託共通仕様書を、官庁施設の営繕を実施するための基準として制定している。
設備を含めた建築工事では一例として（一社）公共建築協会が国土交通省大臣官房官庁営繕部監修「公共建築設計業務委託共通仕様書 建築工事監理業務委託共通仕様書」を、官庁施設等の工事に係る建築設計業務を委託する際に共通的な契約図書をして使用することを目的として標準的な使用を示している。
追加仕様書は共通仕様書、特記仕様書に表されていない事項が各作業中に生じた時に追加される仕様で、設計変更や仕様変更等が生じた時などに追加仕様書が作成される。
鉄道ではすでに、1878年（明治11年）の請負工事で「土工仕様書並請負人心得書」がみられる。

### 北米の建築仕様
北米の仕様は建築および公共事業の建設に付随し、それらを統制する契約文書の一部を構成しているがその仕様はコードの引用と公開されている標準のものを利用して、建築材料の品質と性能を記述してある。一方、図面またはBIM（Building Information Model）は、材料の量と位置を示している。
北米ではそのガイドとなる主文書は National MasterFormat である。これは、以下の2つの専門団体が共同で後援する文書である。
- Construction Specifications Canada
- Construction Specifications Institute

「仕様は図面に優先する」という考え方があるため、仕様文書と図面に食い違いがあると、仕様が正しいとされる傾向がある。実際にはこれらは相補的であり、どちらが優先するというものではない。実際の意図は所有者と請負業者との間の契約において明示的に行われなければならない。
AIA（アメリカ建築家協会）およびEJCDC（技術共同契約書委員会）は、図面と仕様は相互に補完的であり、完全な施設に必要な情報を一緒に提供すると述べており、アメリカ海軍施設司令部（NAVFAC）のような公的機関の多くは仕様書が図面を覆すとしている。アメリカでは係争がある場合に、言葉は図よりも陪審員（または調停人）にとって解釈しやすいという考えに基づいている。
仕様は、建築作業の大まかな分類に従って約50の Division に分けられる。
または建設に関わる作業タイプと作業結果の広いカテゴリーに分類される。部門はいくつかのセクションに分割され、それぞれが建設作業の特定の材料タイプ（たとえばコンクリート）または作業成果物（たとえばスチールドア）を扱う。作業結果に応じて、特定の材料を複数の場所で覆うことができる。
例えば、ステンレス鋼は、部門07の点滅および板金で使用されるシート材料として覆うことができ、これはディビジョン05でカバーされている手すりなどの完成品の一部にすることができる。あるいは、Division 08でカバーされている建築用ハードウェアのコンポーネントにすることもできる。仕様部門の元々のリストは建築の時系列に基づいており、外から内へと進んでいたが、新しい材料やシステムが建築過程に入っていく中で、この論理はまだいくらか続いている。
Divison はさらに個々の作業ごとに Section に分けられる。例えば、防火仕切りは Section 078400 - Firestopping に対応する。これは、Division 7 の一部であり、Division 7 は Thermal and Moisture Protection（熱および湿気対策）である。Division 7 には他に外装や耐火作業が書かれる。各 Section はさらに General、Products、Execution の3節に分かれる。National MasterFormat は北米での多くの建築に適用されるが、例外もある。
各セクションは「一般」、「製品」および「実行」という3つの部分に細分されている。MasterFormatおよびSection Format システムは、住宅建築、商業建築、土木建築、および工業建築にうまく適用している。このため建築家の多くは、どちらかというと膨大な商業スタイルの仕様ではほとんどの住宅プロジェクトには長すぎると判断しているため、より短い文構成の独自仕様を作成するか、ArCHspec（住宅プロジェクト用に特別に作成）を利用。標準仕様システムは、Arcom、Visispec、BSD、Spectextなどの複数のベンダーから入手できるが、これらのシステムは全米で言語を標準化するために作成されたもので、通常の購読ベースである。
建築仕様は、達成すべき性能だけを記述するだけの場合や、許容される特定製品・ベンダー・業者を列挙するだけの場合もあるが、完成した作業によって達成されなければならない性能を記述するために指定者が文章を制限する「性能基準」、明細書に適用可能な製造基準などの特定基準を指定する「規範的」、それによって、指定子はそれぞれのワークスコープに受け入れられる特定の製品、ベンダーそして契約者も示しておく。さらに、仕様は特定の製品リストで「クローズ」することも、契約者が代用できるように「オープン」にすることもできるがほとんどの建築仕様はパフォーマンスベースのタイプと独自のタイプを組み合わせたもので、許容される製造元と製品の名前を付けながら、満たす必要のある特定の標準と設計基準も指定している。
北米の仕様は通常、広範な作業範囲の説明に限定され、概要的だが、ヨーロッパの建築、および土木工事全般は、量的な記述も含まれ、例えば石膏ボードの面積を平方メートル単位で指定したり、部品表のようなものを添えたりする。
この種の仕様はスペックライターと積算担当者間の共同作業であり、北米で一般的ではないのは、アプローチとして各入札者が図面と仕様の両方に基づいて設計数量の調査を実行するためでもある。またヨーロッパ大陸の多くの国では、米国で「仕様」と記載されている可能性があるコンテンツは、建築基準法または地方自治体法で担保されている一方、米国での土木事業および公共事業の作業には、実行される作業の設計数量内訳も含んでいるという違いもある。
仕様は通常建築家の建築設計事務所など請負者や受託者によって発行されるが、仕様の作成自体はアーキテクトとさまざまなエンジニア、またはその道のスペシャリストの仕様作成者によって作成される。仕様書の作成は多くの場合、明確な専門家による委託業務であり「Construction Construction Institute」および「C specification Canada を通じて登録仕様書作成者（RSW） を通じて取得可能な「Certified Construction Specier」（CCS）などの専門資格があるが、通常仕様書作成者は建築家、エンジニア、または建設管理会社の従業員または下請け業者である。仕様書作成者は、請負業者が見積もりに製品を含めることができるよう建設プロジェクトで製品指定を願う建材の製造業者としばしば協議を行うことがある。
2015年2月、ArCHspecはその目的が住宅建築仕様の改善であり、全米の建築家の専門家協会であるArCH（Architects Creating Homes）から始め、ArCHspecは、ライセンスを持つ建築家がSFR（Single Family Residential）の建築プロジェクトで利用できるために特別作成しているがより商業的なCSI（50以上の部門の商業仕様）とは異なり、ArCHspecは部門0（範囲と入札フォーム）と部門17（低電圧）に加えて、より認識可能な16の従来の部門を提示している。ArCHspecが作られた理由の1つ（業界の空隙を住宅用のよりコンパクトな仕様で満たすため）に、これまでのところ多くの建築家は住宅デザインの仕様を提供していなかったことがあげられる。
住宅での使用に適した短い形式の仕様書もArcomから入手可能であり、米国とカナダの両方で2004年から採用された50分割形式にも従っている。一方16分割フォーマットは標準とは見なされなくなり、CSIまたはCSC、あるいは購読マスター仕様サービス、データリポジトリ、製品リードシステム、および大部分の政府機関ではサポートされなくなっている。

### エジプトの建築仕様
エジプトの仕様書は契約書の一部で、住宅・建築物国立研究センター（ HBRC ）が建築仕様とコードの開発を担当している。HBRCは土木工事、左官工事などの建築活動を網羅した15冊以上の本を出版している。

### イギリスの建築仕様
英国での仕様は、建物の建設に付随してそれを管理する契約書の一部である。これらは建築家、建築技術者、構造エンジニア、環境デザイナーや造園家、建築サービス技術者といった建築専門家によって準備されている。通常は以前のプロジェクト仕様書、社内文書、またはNational Building Specification （NBS）などの標準仕様書から作成されている。National Building Specificationは、 王立英国建築家協会 （RIBA）がその商業グループRIBA Enterprises（RIBAe）を介して提供している。NBSの標準仕様は、こんにちでは幅広く包括的なコンテンツを提供し、プロジェクトのニーズに合わせて最新の状態に保つために指定者がコンテンツをカスタマイズできるようにするソフトウェア機能を使用して配信されている。
英国のプロジェクト仕様の種類は、主に2つのカテゴリーに分類され、規定の仕様は、要求されているものの一般的または独自の説明を使用して要件を定義するが、パフォーマンス仕様はコンポーネントの特性ではなく結果に焦点を当てている。
仕様はBuilding Information Modelingの不可欠な部分であり、非幾何学的要件をもカバーしている。

## 食品と医薬品の仕様
医薬品は一般に各種薬局方によってテストされる。薬局方には以下のようなものがある。
- 英国薬局方(en)
- ヨーロッパ薬局方(en)
- 日本薬局方
- 国際薬局方(en)
- 米国薬局方(en)

これらの規格でカバーされない医薬品がある場合、他の国や業界の薬局方で評価されるか、以下のような標準の処方集で評価される。
- 英国医療用医薬品集小児版(en)
- 英国医療用医薬品集(en)
- 国民医薬品集(en)

食品製造も同様のアプローチであり、国際食品規格委員会が最上位の規格を策定し、各地域や国がそれに従った規格を策定している。
ISOによる食品および医薬品の規格は、今のところあまり成果はなく、地域や国ごとの厳しい制限があるため（HACCPなど）、緊急の課題とされるに至っていない。
製法や品質についての内部的な仕様も存在する。仕様や規格は食品や医薬品だけでなく、機械、品質プロセス、包装、物流（コールドチェーン）などにも存在する。例えば ISO 14134 や ISO 15609 がある。

## ソフトウェア開発

### 外部仕様
システム使用者がシステムを使用する際の各種手続き(入力)と、それに対応する、システムの応答（出力）を、システム使用者の視点での外部的動作が具体的に分かるように記述する仕様。ここで言う「システム使用者」とは接続される「他システム」の事を示し、オペレーターなどの実際の使用者、エンドユーザ、システム管理者、クラスやサブルーチンを使うプログラマまでさまざまであり、内外の境界線はそれらによって異なる。

### 形式仕様
形式仕様は、ソフトウェアやハードウェアを数学的に記述したもので、何らかの実装の開発に使われる。それはシステムが何をすべきかを記述したもので、それをどう実現するかは記述する必要はない。システムの設計が形式仕様に照らして正しいかどうかの形式的検証に使われたりする。これには、工程が先に進む前に正しくない設計を改良できるという利点がある。代替手法としては、仕様から設計への変換、および特に実際の実装への変換に際して、詳細化を行う手法がある。

### プログラム仕様
プログラム仕様は、プログラムがすべきことを定義したものである。「非形式的」な仕様記述の場合、開発者から見ればそれは青写真またはユーザーマニュアルのようなもので、「形式的」であれば、数学的またはプログラム的に定義された明確な意味を持つ。実際、ほとんどの成功した仕様は、既存の安定したアプリケーションを理解し保守するために書かれたものである。ただし、安全性が重視されるソフトウェアシステムでは、アプリケーション開発に先駆けて仕様を慎重に書くことがある。仕様は、安定して存続すべき外部インタフェースのためにも非常に重要である。

### 機能仕様
ソフトウェア開発における機能仕様は、プログラムや大規模なソフトウェアシステムの振る舞いを記述した文書群である。一般に、そのソフトウェアへの各種入力を記述し、それぞれに対してシステムがどのように反応するかを記述する。例えば、機能一覧表、状態遷移図、プログラムの骨格のフローチャート、各機能を実現するアルゴリズム記述などから成る。

### 詳細仕様
プログラムコードに対応するレベルの詳細な仕様。PADなどで書かれる。

### Webサービス仕様
Webサービス仕様は、品質マネジメントシステムに基づいていることが多い。

### 文書仕様
文書仕様とは、特定の文書をどういう内容でどのように書くべきかを定義するもので、文書の命名体系、バージョン、レイアウト、参照、構造、外観、言語、著作権、階層、書式といったことなどを定めている。この種の仕様書は補足としてテンプレートを明示していることが多い。